# Winterspelt
Winterspelt est une municipalité allemande située dans le land de Rhénanie-Palatinat et l'arrondissement d'Eifel-Bitburg-Prüm.

## Géographie
La municipalité est délimitée à l’ouest et au nord-ouest par la frontière belge qui la sépare des communes de Burg-Reuland et Saint-Vith en Communauté germanophone de Belgique et province de Liège. Cette frontière correspond ici dans la moitié nord au cours de l’Our, un affluent de la Sûre.

Situation de la municipalité dans ses canton et arrondissement